# Edwin Johnson (istoric)
Edwin Johnson (n. 1842 – d. 1901) a fost un istoric englez, cel mai cunoscut pentru criticile sale radicale la adresa istoriografiei creștine.

## Biografie
Printre lucrările sale se numără Antiqua Mater: A Study of Christian Origins (1887, publicată la Londra în mod anonim) și The Pauline Epistles: Re-studied and Explained (1894).
În Antiqua Mater: Un studiu al originilor creștine Johnson examinează o mare varietate de surse legate de creștinismul timpuriu „din afara Scripturii”, ajungând la concluzia că nu există dovezi documentare de încredere care să dovedească existența lui Isus Hristos sau a Apostolilor.
El a afirmat că religia creștină a evoluat dintr-o mișcare a diasporei evreiești, pe care a numit-o provizoriu Hagioi. Adepții acestei mișcări au aderat la o interpretare liberală a Torei cu rituri mai simple și o perspectivă mai spiritualizată. Hagioi este un cuvânt grecesc care înseamnă „sfinți”, „credincioși”, „adepți loiali” sau „poporul lui Dumnezeu” și era folosit de obicei cu referire la membrii comunităților creștine timpurii. Este un termen care a fost folosit frecvent de apostolul Pavel în Noul Testament și în câteva locuri în Faptele Apostolilor cu referire la activitățile lui Pavel.
Atât gnosticismul, cât și anumite culte păgâne bacchice sunt, de asemenea, menționate ca precursori probabili ai creștinismului. 
În The Pauline Epistles („Epistolele pauline”) și The Rise of English Culture („Ascensiunea culturii engleze”), Johnson a afirmat în mod radical că întregul așa-numitul Ev Mediu Întunecat dintre anii 700 și 1400 d.Hr. nu a avut loc niciodată, ci a fost inventat de scriitori creștini care au creat personaje și evenimente imaginare. Părinții Bisericii, Evangheliile, Sfântul Pavel, textele creștine timpurii, precum și creștinismul în general sunt identificate ca simple creații literare și atribuite călugărilor (în special benedictinilor) care au întocmit întregul mit creștin la începutul secolului al XVI-lea. După cum a afirmat un recenzor, Johnson „s-a angajat să desființeze toată istoria engleză înainte de sfârșitul secolului al XV-lea”. Johnson susține că înainte de „epoca tiparului” și de „renașterea scrisorilor” nu au existat registre și jurnale de încredere și că există o lipsă de înregistrări și documente cu date verificabile.

## Scrieri
- The Mouth of Gold: A Series of Dramatic Sketches Illustrating the Life and Times of Chrysostom (1873)
- Antiqua Mater: A Study of Christian Origins (1887)
- The Rise of Christendom (1890)
- The Pauline Epistles: Re-studied and Explained (1894)
- The Quest of Mr. East (sub numele „John Soane”, 1900)
- The Rise of English Culture (1904)
- The Prolegomena of Jean Hardouin (traducător, 1909)